# Niels Aberg
Nils Fritiof  Åberg, švedski arheolog, * 1888, † 1957.
Napisal je temeljne razprave o prazgodovini in zgodnjem srednjem veku v Evropi. Njegovo glavno delo je Kronologija bronaste in zgodnje železne dobe I-IV iz leta 1936.